# Kai von Fieandt
Kai Viktor Johannes von Fiedant, född 24 augusti 1909 i Helsingfors, död 18 juli 2000 i Esbo, var en finländsk psykolog.
Kai von Fiedant blev filosofie doktor och docent vid Helsingfors universitet 1939. Han ägnade främst sin forskning åt optiska fenomen, som han undersökte med experimentalpsykologiska metoder, och utgav i ämnet Ein neues Invarianzphänomen der Farbenwahrnehmung (1938), Über Sehen von Tiefengebilden bei wechselnder Beleuchtungsrichtung (1938) och Versuche über Raumform und Helligkeitsverteilung (i Zeitschrift für Psychologie, 153, 1942)

## Utmärkelser
- Kommendörstecknet av Finlands Lejons orden,  1961[2]
- Kommendörstecknet av Finlands Vita Ros’ orden,  1980[2]

[Redigera Wikidata]